# Nick’s Boogie
«Nick’s Boogie» — инструментальная композиция британской группы Pink Floyd, написанная в 1966 году. Некоторые источники в качестве автора указывают ударника группы Ника Мейсона, другие же приписывают авторство всем членам группы. Композиция представляет собой импровизацию, сыгранную на основе ритма Ника Мейсона.
Записана в Лондоне 11—12 января 1967 года на «Sound Techniques Studio» вместе с другой, более известной инструментальной композицией — «Interstellar Overdrive», которая (в укороченном виде) вошла в дебютный альбом The Piper at the Gates of Dawn, изданный в августе того же года. В отличие от «Interstellar Overdrive», композиция «Nick’s Boogie» не вошла ни в один из альбомов, изданных группой в период 1970-х — 1980-х годов.
В 1990 году компания «See for Miles Records» приобрела оригинал записи «Interstellar Overdrive» и «Nick’s Boogie» и использовала их в новой версии музыкального фильма Питера Уайтхеда Tonite Lets All Make Love in London. Обе эти композиции вошли в мини-альбом London ’66–’67, изданный в 1995 году.

## Музыканты
- Сид Барретт — гитара;
- Ричард Райт — орган Фарфиса;
- Роджер Уотерс — бас-гитара;
- Ник Мейсон — ударные.